# Завод суперфосфату в Удайпурі (RPL)
Завод суперфосфату в Удайпурі (RPL) – підприємство у штаті Раджастхан, яке належить компанії Rama Phosphates Limited (RPL).
Поблизу Удайпуру діє гірничозбагачувальний комбінат Дхамаркотра, який є єдиним великим індійським виробником фосфоритного концентрату. Використання останнього організували у розташованій за кілька кілометрів індустріальній зоні, де діє кілька заводів з виробництва добрив. Одним з них є підприємство Rama Phosphates Limited, яке стало до ладу в 1996/1997 бюджетному році. 
Первісно завод мав породуктивність на рівні 400 тон суперфосфату на добу. Наразі його потужність рахується на рівні 181 тисяча тон на рік. Цільове добриво отримують обробкою фосфоритного концентрату сульфатною кислотою. Можливо відзначити, що RPL виробляє сульфатну кислоту на двох своїх інших суперфосфатних заводах у штатах Мадг'я-Прадеш та Махараштра, що ж стосується району Удайпуру, то в цьому регіоні діють кілька цинкоплавильних заводів компанії Hindustan Zinc, які є великими продуцентами зазначеної кислоти (зокрема, цинковий завод у Дебарі розташований менш ніж за десяток кілометрів від майданчику RPL). 
В 2021 році на заводі організували випуск лінійного алкіл бензол сульфонату (LABSA) в обсягах 50 тон на добу. Ця поверхнево-активна речовина передусім потрібна для продукування миючих засобів, проте також може використовуватись гірничозбагачувальними комбінатами в процесі флотації. Під час виробництва LABSA як супутній продукт виникає сульфатна кислота, що в подальшому спрямовується на виробництво суперфосфату.